# Challenge européen 2015-2016
Navigation
Challenge européen 2014-2015 Challenge européen 2016-2017
Le Challenge européen de rugby à XV 2015-2016, appelé également European Rugby Challenge Cup ou ERCC2, oppose pour la saison 2015-2016 vingt équipes européennes de rugby à XV. La compétition est organisée en deux phases successives. Une première phase de poules se déroule en matchs aller-retour à la fin de laquelle sont issues les cinq équipes ayant terminé en tête de leur groupe. La compétition se poursuit par une phase à élimination directe à partir des quarts de finale.

## Présentation

### Équipes en compétition
| - Sale Sharks - Harlequins - Gloucester Rugby (Challenge européen) - London Irish - Newcastle Falcons - Worcester Warriors | - Montpellier HR - Atlantique stade rochelais - CA Brive - FC Grenoble - Castres olympique - Section paloise - SU Agen | - Connacht Rugby - Édimbourg Rugby - Newport Gwent Dragons - Cardiff Blues - Zebre | - Rugby Calvisano - Ienisseï-STM |

### Tirage au sort
Les 20 équipes sont classées en fonction de leurs résultats dans leurs championnats nationaux respectifs. Les cinq équipes les mieux classées sont têtes de série. Par ailleurs, chaque pays ne peut avoir qu'une seule équipe par poule, à l'exception de la France et de l'Angleterre s'ils comptent plus de cinq clubs. Le tableau suivant présente la répartition des équipes selon les « niveaux » avant le tirage au sort. Le tirage au sort des poules a lieu le 17 juin 2015 au stade de la Maladière à Neuchâtel.
| Niveau 1                   | Niveau 2              | Niveau 3          | Niveau 4           |
| -------------------------- | --------------------- | ----------------- | ------------------ |
| Montpellier HR             | Harlequins            | FC Grenoble       | Worcester Warriors |
| Sale Sharks                | CA Brive              | Cardiff Blues     | Section paloise    |
| Connacht                   | Gloucester Rugby      | Castres olympique | SU Agen            |
| Atlantique stade rochelais | Newport Gwent Dragons | Newcastle Falcons | Rugby Calvisano    |
| Édimbourg Rugby            | London Irish          | Zebre             | Ienisseï-STM       |

### Format
Les formations s'affrontent dans une première phase de groupes en matchs « aller/retour » (six matchs pour chacune des équipes soit douze rencontres par groupe). Quatre points sont accordés pour une victoire et deux pour un nul. De plus, un point de bonus est accordé par match aux équipes qui inscrivent au moins quatre essais et un point de bonus est octroyé au club perdant un match par sept points d'écart ou moins. Les vainqueurs de chaque poule ainsi que les 3 meilleurs deuxièmes participent aux quarts de finale. Les 4 meilleurs premiers de la compétition sont classés de 1 à 4 et reçoivent en quart de finale.

## Tournois de qualifications

### BarrageCoupe d'Europe de rugby à XV/Challenge européen
Le barrage se déroule tout d'abord avec un match entre le 7e Anglais et le 1er non qualifié Celtes sur terrain décidé par tirage au sort. Puis le vainqueur rencontrera à domicile le 7e Français. Si le vainqueur du Challenge européen 2015-2016 n'est pas qualifié à la Coupe d'Europe de rugby à XV 2015-2016 via son championnat alors il prend la place de son représentant. Le vainqueur de ces barrages se qualifiera pour la Coupe d'Europe de rugby à XV 2015-2016 tandis que les deux autres équipes seront reversés dans le Challenge européen 2015-2016.
| 24 mai 2015 16 h 30 | Gloucester Rugby | 40 - 32 a. p. (15 - 17) | Connacht | Kingsholm Stadium, Gloucester 7 633 spectateurs Arbitre : Romain Poite |
| 24 mai 2015 16 h 30 | Essai(s) : 5 Moriarty (2e), Sharples (27e), Meakes (80e), Dawidiuk (97e), May (98e) Transformation(s) : 3 Laidlaw (2e, 80e, 98e) Pénalité(s) : 3 Laidlaw (20e, 44e), Hook (90e) Carton(s) jaune(s) : 1 Afoa (34e) |                         | Essai(s) : 4 Cooney (9e), Carty (31e), Healy (61e, 93e) Transformation(s) : 3 Carty (9e, 31e, 93e) Pénalité(s) : 2 Carty (8e, 79e) Carton(s) jaune(s) : 3 Buckley (34e), Masterson (56e), Porter (95e) | Kingsholm Stadium, Gloucester 7 633 spectateurs Arbitre : Romain Poite |
| 24 mai 2015 16 h 30 | |                         | | Kingsholm Stadium, Gloucester 7 633 spectateurs Arbitre : Romain Poite |

| 31 mai 2015 18 h 00 | Gloucester Rugby                                                                                              | 22 - 23 (19 - 13) | Union Bordeaux Bègles | Sixways Stadium, Worcester 5 447 spectateurs Arbitre : Leighton Hodges |
| 31 mai 2015 18 h 00 | Essai(s) : 1 Purdy (16e) Transformation(s) : 1 Laidlaw (17e) Pénalité(s) : 5 Laidlaw (3e, 11e, 25e, 33e, 71e) |                   | Essai(s) : 2 Talebula (38e, 57e) Transformation(s) : 2 Bernard (39e, 58e) Pénalité(s) : 2 Bernard (29e, 36e) Drop(s) : 1 Bernard (80e) | Sixways Stadium, Worcester 5 447 spectateurs Arbitre : Leighton Hodges |
| 31 mai 2015 18 h 00 | |                   | | Sixways Stadium, Worcester 5 447 spectateurs Arbitre : Leighton Hodges |

## Phase de poules

### Notations et règles de classement
Dans les tableaux de classement suivants, les différentes abréviations et couleurs signifient :
|  | Qualifiés pour les quarts de finale.     |
|  | Qualifiés en tant que meilleur deuxième. |
|  | T : Tenant du titre 2015                 |

Attribution des points : victoire sur tapis vert : 5, victoire : 4, match nul : 2, forfait : -2 ; plus les bonus (offensif : au moins 4 essais marqués ; défensif : défaite par 7 points d'écart ou moins).
Règles de classement  :
- équipes dans la même poule : 1. points classement ; 2. points classement obtenus dans les matchs entre équipes concernées ; 3. points terrain obtenus dans les matchs entre équipes concernées ; 4. différence de points ; 5. nombre d'essais marqués dans les matchs entre équipes concernées ; 6. nombre d'essais marqués ; 7. plus bas nombre de joueurs suspendus/expulsés pour incident ; 8. tirage au sort
- équipes dans des poules différentes : 1. points classement ; 2. différence de points ; 3. nombre d'essais marqués ; 4. plus bas nombre de joueurs suspendus/expulsés pour incident ; 5. tirage au sort.

### Poule 1
| Rang | Équipe            | J | V | N | D | Em | Ee | Bo | Bd | Pm  | Pe  | Diff | Pts |
| ---- | ----------------- | - | - | - | - | -- | -- | -- | -- | --- | --- | ---- | --- |
| 1    | Connacht          | 6 | 4 | 0 | 2 | 20 | 12 | 2  | 1  | 147 | 96  | +51  | 19  |
| 2    | Newcastle Falcons | 6 | 3 | 0 | 3 | 20 | 9  | 3  | 1  | 137 | 97  | +40  | 16  |
| 3    | CA Brive          | 6 | 3 | 0 | 3 | 12 | 11 | 1  | 3  | 114 | 88  | +26  | 16  |
| 4    | Enisey-STM        | 6 | 2 | 0 | 4 | 8  | 28 | 0  | 0  | 63  | 180 | -117 | 8   |

### Poule 2
| Rang | Équipe                | J | V | N | D | Em | Ee | Bo | Bd | Pm  | Pe  | Diff | Pts |
| ---- | --------------------- | - | - | - | - | -- | -- | -- | -- | --- | --- | ---- | --- |
| 1    | Sale Sharks           | 6 | 5 | 0 | 1 | 20 | 9  | 3  | 0  | 154 | 78  | +76  | 23  |
| 2    | Newport Gwent Dragons | 6 | 4 | 0 | 2 | 17 | 16 | 3  | 1  | 151 | 117 | +34  | 20  |
| 3    | Castres olympique     | 6 | 3 | 0 | 3 | 14 | 15 | 2  | 1  | 124 | 136 | -12  | 15  |
| 4    | Section paloise       | 6 | 0 | 0 | 6 | 9  | 20 | 0  | 0  | 68  | 166 | -98  | 0   |

### Poule 3
| Rang | Équipe          | J | V | N | D | Em | Ee | Bo | Bd | Pm  | Pe  | Diff | Pts |
| ---- | --------------- | - | - | - | - | -- | -- | -- | -- | --- | --- | ---- | --- |
| 1    | Harlequins      | 6 | 5 | 0 | 1 | 31 | 13 | 5  | 0  | 225 | 123 | +102 | 25  |
| 2    | Montpellier HR  | 6 | 4 | 0 | 2 | 28 | 13 | 4  | 0  | 221 | 116 | +105 | 20  |
| 3    | Cardiff Blues   | 6 | 3 | 0 | 3 | 31 | 14 | 4  | 1  | 229 | 131 | +98  | 17  |
| 4    | Rugby Calvisano | 6 | 0 | 0 | 6 | 3  | 53 | 0  | 0  | 39  | 344 | -305 | 0   |

### Poule 4
| Rang | Équipe             | J | V | N | D | Em | Ee | Bo | Bd | Pm  | Pe  | Diff | Pts |
| ---- | ------------------ | - | - | - | - | -- | -- | -- | -- | --- | --- | ---- | --- |
| 1    | Gloucester Rugby T | 6 | 6 | 0 | 0 | 16 | 9  | 1  | 0  | 151 | 86  | +65  | 25  |
| 2    | Zebre              | 6 | 3 | 0 | 3 | 11 | 11 | 0  | 1  | 114 | 92  | +22  | 13  |
| 3    | Stade rochelais    | 6 | 2 | 0 | 4 | 13 | 13 | 2  | 0  | 100 | 127 | -27  | 10  |
| 4    | Worcester Warriors | 6 | 1 | 0 | 5 | 8  | 15 | 0  | 1  | 88  | 148 | -60  | 5   |

### Poule 5
| Rang | Équipe          | J | V | N | D | Em | Ee | Bo | Bd | Pm  | Pe  | Diff | Pts |
| ---- | --------------- | - | - | - | - | -- | -- | -- | -- | --- | --- | ---- | --- |
| 1    | FC Grenoble     | 6 | 5 | 0 | 1 | 22 | 19 | 2  | 0  | 187 | 154 | +33  | 22  |
| 2    | London Irish    | 6 | 3 | 0 | 3 | 25 | 11 | 3  | 2  | 170 | 106 | +64  | 17  |
| 3    | Édimbourg Rugby | 6 | 4 | 0 | 2 | 14 | 12 | 1  | 0  | 125 | 103 | +22  | 17  |
| 4    | SU Agen         | 6 | 0 | 0 | 6 | 13 | 32 | 1  | 1  | 98  | 217 | -119 | 2   |

## Phase finale
Les équipes sont départagées selon les critères suivants :
1. Plus grand nombre de points
2. Différence de points
3. Nombre d'essais marqués
4. Nombre de cartons jaunes

Les cinq premiers et les trois meilleurs deuxièmes sont qualifiés pour les quarts de finale. Les huit équipes sont classées pour obtenir le tableau des quarts de finale. Les quatre premiers reçoivent. Le premier rencontre le huitième, le second le septième, le troisième le sixième et le quatrième le cinquième :
| Rang | Clubs                 | Matchs Joués | Pts | Diff | EM |
| ---- | --------------------- | ------------ | --- | ---- | -- |
| 1    | Harlequins            | 6            | 25  | +102 | 31 |
| 2    | Gloucester Rugby      | 6            | 25  | +65  | 16 |
| 3    | Sale Sharks           | 6            | 23  | +76  | 20 |
| 4    | FC Grenoble           | 6            | 22  | +33  | 22 |
| 5    | Connacht              | 6            | 19  | +51  | 20 |
| 6    | Montpellier HR        | 6            | 20  | +105 | 28 |
| 7    | Newport Gwent Dragons | 6            | 20  | +34  | 17 |
| 8    | London Irish          | 6            | 17  | +64  | 25 |

### Tableau
|  | Quarts de finale                                 | Quarts de finale                                 |                |    | Demi-finales                       | Demi-finales                       |  |  | Finale                          | Finale                          |
|  | Quarts de finale                                 | Quarts de finale                                 |                |    | Demi-finales                       | Demi-finales                       |  |  | Finale                          | Finale                          |
|  |                                                  |                                                  |                |    |                                    |                                    |  |  |                                 |                                 |
|  | le 9 avril 2016 au Stoop, Londres                | le 9 avril 2016 au Stoop, Londres                |                |    | le 22 avril 2016 au Stoop, Londres | le 22 avril 2016 au Stoop, Londres |  |  | le 13 mai 2016 au Parc OL, Lyon | le 13 mai 2016 au Parc OL, Lyon |
|  | le 9 avril 2016 au Stoop, Londres                | le 9 avril 2016 au Stoop, Londres                |                |    | le 22 avril 2016 au Stoop, Londres | le 22 avril 2016 au Stoop, Londres |  |  | le 13 mai 2016 au Parc OL, Lyon | le 13 mai 2016 au Parc OL, Lyon |
|  | Harlequins                                       | 38                                               |                |    | le 22 avril 2016 au Stoop, Londres | le 22 avril 2016 au Stoop, Londres |  |  | le 13 mai 2016 au Parc OL, Lyon | le 13 mai 2016 au Parc OL, Lyon |
|  | Harlequins                                       | 38                                               |                |    | le 22 avril 2016 au Stoop, Londres | le 22 avril 2016 au Stoop, Londres |  |  | le 13 mai 2016 au Parc OL, Lyon | le 13 mai 2016 au Parc OL, Lyon |
|  | London Irish                                     | 30                                               |                |    | le 22 avril 2016 au Stoop, Londres | le 22 avril 2016 au Stoop, Londres |  |  | le 13 mai 2016 au Parc OL, Lyon | le 13 mai 2016 au Parc OL, Lyon |
|  | London Irish                                     | 30                                               | Harlequins     | 30 |                                    |                                    |  |  | le 13 mai 2016 au Parc OL, Lyon | le 13 mai 2016 au Parc OL, Lyon |
|  | le 9 avril 2016 au Stade des Alpes, Grenoble     |                                                  | Harlequins     | 30 |                                    |                                    |  |  | le 13 mai 2016 au Parc OL, Lyon | le 13 mai 2016 au Parc OL, Lyon |
|  |                                                  | FC Grenoble                                      | 6              |    |                                    |                                    |  |  | le 13 mai 2016 au Parc OL, Lyon | le 13 mai 2016 au Parc OL, Lyon |
|  | FC Grenoble                                      | FC Grenoble                                      | 6              | 33 |                                    |                                    |  |  | le 13 mai 2016 au Parc OL, Lyon | le 13 mai 2016 au Parc OL, Lyon |
|  | FC Grenoble                                      |                                                  |                | 33 |                                    |                                    |  |  | le 13 mai 2016 au Parc OL, Lyon | le 13 mai 2016 au Parc OL, Lyon |
|  | Connacht                                         | 32                                               |                |    |                                    |                                    |  |  | le 13 mai 2016 au Parc OL, Lyon | le 13 mai 2016 au Parc OL, Lyon |
|  | Connacht                                         | 32                                               | Harlequins     | 19 |                                    |                                    |  |  |                                 |                                 |
|  | le 8 avril 2016 à l'AJ Bell Stadium, Eccles      |                                                  | Harlequins     | 19 |                                    |                                    |  |  |                                 |                                 |
|  |                                                  | Montpellier HR                                   | 26             |    |                                    |                                    |  |  |                                 |                                 |
|  | Sale Sharks                                      | Montpellier HR                                   | 26             | 19 |                                    |                                    |  |  |                                 |                                 |
|  | Sale Sharks                                      | le 23 avril 2016 à l'Altrad Stadium, Montpellier |                | 19 |                                    |                                    |  |  |                                 |                                 |
|  | Montpellier HR                                   | 25                                               |                |    |                                    |                                    |  |  |                                 |                                 |
|  | Montpellier HR                                   | 25                                               | Montpellier HR | 22 |                                    |                                    |  |  |                                 |                                 |
|  | le 9 avril 2016 au Kingsholm Stadium, Gloucester |                                                  | Montpellier HR | 22 |                                    |                                    |  |  |                                 |                                 |
|  |                                                  | Newport Gwent Dragons                            | 12             |    |                                    |                                    |  |  |                                 |                                 |
|  | Gloucester Rugby                                 | Newport Gwent Dragons                            | 12             | 21 |                                    |                                    |  |  |                                 |                                 |
|  | Gloucester Rugby                                 |                                                  |                | 21 |                                    |                                    |  |  |                                 |                                 |
|  | Newport Gwent Dragons                            | 23                                               |                |    |                                    |                                    |  |  |                                 |                                 |
|  | Newport Gwent Dragons                            | 23                                               |                |    |                                    |                                    |  |  |                                 |                                 |

### Quarts de finale
| 8 avril 2016 20 h 45 | Sale Sharks | 19 - 25 (11 - 10) | Montpellier HR | AJ Bell Stadium, Eccles 4 557 spectateurs Arbitre : John Lacey |
| 8 avril 2016 20 h 45 | Essai(s) : 2 Brady (21e), James (76e) Pénalité(s) : 3 Cipriani (11e, 32e, 61e) Carton(s) jaune(s) : 1 Briggs (67e) |                   | Essai(s) : 1 Willemse (14e) Transformation(s) : 1 Paillaugue (15e) Pénalité(s) : 6 Paillaugue (17e, 45e, 55e, 64e, 67e, 71e) Carton(s) jaune(s) : 1 Privat (60e) | AJ Bell Stadium, Eccles 4 557 spectateurs Arbitre : John Lacey |
| 8 avril 2016 20 h 45 | |                   | | AJ Bell Stadium, Eccles 4 557 spectateurs Arbitre : John Lacey |

| 9 avril 2016 13 h 45 | Gloucester Rugby | 21 - 23 (11 - 12) | Newport Gwent Dragons | Kingsholm Stadium, Gloucester 10 501 spectateurs Arbitre : Pascal Gaüzère |
| 9 avril 2016 13 h 45 | Essai(s) : 2 Morgan (13e), McColl (63e) Transformation(s) : 1 Laidlaw (63e) Pénalité(s) : 3 Laidlaw (19e, 26e, 71e) Carton(s) jaune(s) : 1 Laidlaw (39e) |                   | Essai(s) : 1 Davies (76e) Pénalité(s) : 6 Jones (9e, 16e, 32e, 39e, 44e), Meyer (54e) Carton(s) jaune(s) : 1 Pretorius (22e) | Kingsholm Stadium, Gloucester 10 501 spectateurs Arbitre : Pascal Gaüzère |
| 9 avril 2016 13 h 45 | |                   | | Kingsholm Stadium, Gloucester 10 501 spectateurs Arbitre : Pascal Gaüzère |

| 9 avril 2016 21 h 05 | Harlequins | 38 - 30 (18 - 16) | London Irish | The Stoop, Londres 9 851 spectateurs Arbitre : Marius Mitrea |
| 9 avril 2016 21 h 05 | Essai(s) : 5 Wallace (6e, 61e), Care (20e, 52e, 74e) Transformation(s) : 2 Botica (22e, 76e) Pénalité(s) : 3 Botica (26e, 36e, 71e) |                   | Essai(s) : 3 Mulchrone (27e), McKibbin (44e), Maitland (50e) Transformation(s) : 3 Geraghty (28e, 45e, 51e) Pénalité(s) : 3 Geraghty (13e, 24e, 33e) Carton(s) jaune(s) : 1 Paice (46e) | The Stoop, Londres 9 851 spectateurs Arbitre : Marius Mitrea |
| 9 avril 2016 21 h 05 | |                   | | The Stoop, Londres 9 851 spectateurs Arbitre : Marius Mitrea |

| 9 avril 2016 21 h 05 | FC Grenoble | 33 - 32 (16 - 19) | Connacht | Stade des Alpes, Grenoble 14 077 spectateurs Arbitre : Matthew Carley |
| 9 avril 2016 21 h 05 | Essai(s) : 3 Wisniewski (33e), Dupont (61e), Diaby (70e) Transformation(s) : 3 Wisniewski (33e, 62e, 71e) Pénalité(s) : 3 Wisniewski (20e, 37e, 40e) Drop(s) : 1 Wisniewski (76e) |                   | Essai(s) : 4 Adeolokun (11e, 28e), Healy (22e, 42e) Transformation(s) : 3 O'Leary (11e, 29e, 43e) Pénalité(s) : 2 O'Leary (54e), Cooney (73e) Carton(s) jaune(s) : 1 Buckley (61e) | Stade des Alpes, Grenoble 14 077 spectateurs Arbitre : Matthew Carley |
| 9 avril 2016 21 h 05 | |                   | | Stade des Alpes, Grenoble 14 077 spectateurs Arbitre : Matthew Carley |

### Demi-finales
| 22 avril 2016 20 h 45 | Harlequins | 30 - 6 (13 - 6) | FC Grenoble                           | The Stoop, Londres 10 563 spectateurs Arbitre : John Lacey |
| 22 avril 2016 20 h 45 | Essai(s) : 3 Roberts (11e), Evans (53e), Lowe (68e) Transformation(s) : 3 Botica (12e), Evans (54e, 69e) Pénalité(s) : 3 Botica (6e, 17e), Evans (66e) |                 | Pénalité(s) : 2 Wisniewski (15e, 26e) | The Stoop, Londres 10 563 spectateurs Arbitre : John Lacey |
| 22 avril 2016 20 h 45 | |                 |                                       | The Stoop, Londres 10 563 spectateurs Arbitre : John Lacey |

| 23 avril 2016 18 h 30 | Montpellier HR | 22 - 12 (12 - 0) | Newport Gwent Dragons                                                    | Altrad Stadium, Montpellier 7 692 spectateurs Arbitre : Wayne Barnes |
| 23 avril 2016 18 h 30 | Essai(s) : 1 B.du Plessis (59e) Transformation(s) : 1 Catrakilis (59e) Pénalité(s) : 5 Catrakilis (20e, 28e, 32e, 54e), Paillaugue (35e) |                  | Essai(s) : 2 Amos (61e), Meyer (77e) Transformation(s) : 1 O'Brien (77e) | Altrad Stadium, Montpellier 7 692 spectateurs Arbitre : Wayne Barnes |
| 23 avril 2016 18 h 30 | |                  |                                                                          | Altrad Stadium, Montpellier 7 692 spectateurs Arbitre : Wayne Barnes |

### Finale
| 13 mai 2016 21 h 00 | Harlequins | 19 - 26 (9 - 13) | Montpellier HR | Parc Olympique lyonnais, Lyon 28 556 spectateurs Arbitre : John Lacey |
| 13 mai 2016 21 h 00 | Essai(s) : 1 Yarde (72e) Transformation(s) : 1 Botica (72e) Pénalité(s) : 4 Evans (4e, 31e, 34e), Botica (77e) |                  | Essai(s) : 2 Mogg (22e, 47e) Transformation(s) : 2 Catrakilis 23e, 47e Pénalité(s) : 4 Catrakilis (7e, 28e, 54e, 67e) | Parc Olympique lyonnais, Lyon 28 556 spectateurs Arbitre : John Lacey |
| 13 mai 2016 21 h 00 | |                  | | Parc Olympique lyonnais, Lyon 28 556 spectateurs Arbitre : John Lacey |

(mt : 9 – 13)
Points marqués :
- Harlequins  : 
1 essai de Yarde (72e)
 1 transformation de Botica (72e)
 4 pénalités de Evans (5e, 32e, 35e) et Botica (78e)
- Montpellier HR  : 
2 essais de Mogg (23e, 48e)
 2 transformations de Catrakilis  (23e, 48e)
 4 pénalités de Catrakilis (8e, 29e, 56e, 68e)

Évolution du score : 3-0, 3-3, 6-10, 3-13, 6-13, 9-13, 9-20, 9-23, 9-26, 16-26, 19-26.
Arbitre : John Lacey 
Résumé
| Harlequins · Titulaires · Mike Brown 15 · Marland Yarde 14 · George Lowe 13 · Jamie Roberts 12 · Tim Visser 11 · 68e Nick Evans 10 · Danny Care 9 · Nick Easter 8 · 56e Luke Wallace 7 · Chris Robshaw 6 · Sam Twomey 5 · James Horwill 4 · 50e Adam Rhys Jones 3 · 57e Joe Gray 2 · Joe Marler 1 · Remplaçants · 57e Dave Ward 16 · Mark Lambert 17 · 50e Kyle Sinckler 18 · Mat Luamanu 19 · 56e Jack Clifford 20 · Karl Dickson 21 · 68e Benjamin Botica 22 · Ross Chisholm 23 · Entraîneur · Conor O'Shea |  | Montpellier HR · Titulaires · 18e Benjamin Fall 15 · Timoci Nagusa 14 · 68e Anthony Tuitavake 13 · Frans Steyn 12 · Marvin O'Connor 11 · Demetri Catrakilis 10 · 44e Nic White 9 · 62e Pierre Spies 8 · Akapusi Qera 7 · Fulgence Ouedraogo 6 · Paul Willemse 5 · 73e Jacques du Plessis 4 · 59e Jannie du Plessis 3 · 73e Bismarck du Plessis 2 · 68e Mikheil Nariashvili 1 · Remplaçants · 73e Mickaël Ivaldi 16 · 68e Yvan Watremez 17 · 59e Davit Kubriashvili 18 · 73e Sitaleki Timani 19 · 62e Kelian Galletier 20 · 44e Benoît Paillaugue 21 · 68e Robert Ebersohn 22 · 18e Jesse Mogg 23 · Entraîneur · Scott Wisemantel · Abdelatif Benazzi · Shaun Sowerby · Jake White |

## Statistiques

### Meilleurs réalisateurs
| Rang | Joueur              | Club                  | Essais | Transf. | Pén. | Drops | Points |
| ---- | ------------------- | --------------------- | ------ | ------- | ---- | ----- | ------ |
| 1    | Benjamin Botica     | Harlequins            | 1      | 19      | 12   | 0     | 79     |
| 2    | Demetri Catrakilis  | Montpellier HR        | 0      | 17      | 14   | 0     | 76     |
| 3    | Jonathan Wisniewski | FC Grenoble           | 1      | 10      | 15   | 1     | 73     |
| 4    | Greig Laidlaw       | Gloucester Rugby      | 1      | 8       | 15   | 0     | 66     |
| 5    | Benoît Paillaugue   | Montpellier HR        | 1      | 6       | 14   | 0     | 59     |
| 6    | Dorian Jones        | Newport Gwent Dragons | 1      | 4       | 15   | 0     | 58     |
| 7    | Rhys Patchell       | Cardiff Blues         | 2      | 11      | 8    | 0     | 56     |
| 8    | Thomas Laranjeira   | CA Brive              | 0      | 6       | 10   | 0     | 42     |
| 9    | Nick Evans          | Harlequins            | 1      | 9       | 6    | 0     | 41     |
| 10   | Shane Geraghty      | London Irish          | 0      | 11      | 6    | 0     | 40     |

### Meilleurs marqueurs
| Rang | Joueur         | Club              | Essais |
| ---- | -------------- | ----------------- | ------ |
| 1    | Marcus Watson  | Newcastle Falcons | 6      |
| 2    | Danny Care     | Harlequins        | 5      |
| -    | Luke Wallace   | Harlequins        | 5      |
| 4    | Alex Lewington | London Irish      | 4      |
| -    | Dan Fish       | Cardiff Blues     | 4      |
| -    | Tom James      | Cardiff Blues     | 4      |
| -    | Jack Clifford  | Newcastle Falcons | 4      |
| -    | Stephen McColl | Gloucester Rugby  | 4      |